# Berlin Alexanderplatz (powieść)
Berlin Alexanderplatz – powieść Alfreda Döblina z 1929 roku.

## Fabuła
Drobny przestępca, Franz Biberkopf, wychodzi z więzienia i rozpoczyna życie w półświatku. Kiedy jego mentor morduje prostytutkę, która była dla Biberkopfa ostoją, zdaje on sobie sprawę, że nie wyplącze się z kryminalnego towarzystwa. Akcja dzieje się w Niemczech lat 20., w robotniczych dzielnicach niedaleko Alexanderplatz, które cechują nędza, brak perspektyw, przestępczość i rodzący się pośród tego narodowy socjalizm.
Książka napisana jest z użyciem metody montażu: narracja toczy się z zastosowaniem wielu punktów widzenia, efektów dźwiękowych, artykułów prasowych, piosenek, przemówień.

## Ekranizacje
- Niemiecki film fabularny Berlin-Alexanderplatz z 1931 roku, reż. Phil Jutzi.
- Niemiecki film fabularny Berlin Alexanderplatz  z 2020 roku, reż. Burhan Qurbani.
- 14-odcinkowy RFN-owski serial Berlin Alexanderplatz z 1980 roku, reż. Rainer Werner Fassbinder.